# Ølstykke Sogn
Ølstykke Sogn er et sogn i Frederikssund Provsti (Helsingør Stift).
I 1800-tallet var Ølstykke Sogn et selvstændigt pastorat. Det hørte til Ølstykke Herred i Frederiksborg Amt. Ølstykke sognekommune blev ved kommunalreformen i 1970 kernen i Ølstykke Kommune, der ved strukturreformen i 2007 indgik i Egedal Kommune.
I Ølstykke Sogn ligger Ølstykke Kirke fra omkring 1100 og Udlejre Kirke fra 1991.
I sognet findes følgende autoriserede stednavne:
- Gellesten (bebyggelse)
- Svestrup (bebyggelse, ejerlav)
- Søgård (bebyggelse)
- Tangbjerg (bebyggelse)
- Tostedmark (bebyggelse)
- Udlejre (bebyggelse, ejerlav)
- Værebro (bebyggelse)
- Gammel Ølstykke (bebyggelse, ejerlav)
- Ølstykke Stationsby (bebyggelse, ejerlav)